# سوزان فیسک
سوزان فیسک (انگلیسی: Susan Fiske؛ زادهٔ ۱۹ اوت ۱۹۵۲) استاد روان‌شناسی و امور عمومی اوژن هیگینز در گروه روان‌شناسی دانشگاه پرینستون است. او یک روان‌شناس اجتماعی است که به خاطر فعالیت‌هایش در زمینه شناخت اجتماعی، تفکر قالبی و پیش‌داوری شناخته شده‌است. سوزان فیسک رهبری آزمایشگاه روابط بین گروهی، شناخت اجتماعی و علوم اعصاب اجتماعی در دانشگاه پرینستون را بر عهده دارد. مشارکت‌های نظری او شامل توسعه مدل محتوای تفکر قالبی، نظریه جنسیت زدگی دوسویه، قدرت به عنوان تئوری کنترل، مدل پیوسته شکل‌گیری تأثیر است. وی همچنین برندهٔ جوایزی همچون کمک‌هزینه گوگنهایم شده‌است.

## سال‌های اولیه و زندگی شخصی
سوزان فیسک از خانواده ای از روانشناسان و فعالان اجتماعی است. پدر او، دونالد فیسک، یک روان‌شناس تأثیرگذار بود که بیشتر کار خود را در دانشگاه شیکاگو گذراند. مادر او، باربارا پیج فیسک (۱۹۱۷–۲۰۰۷)، یک رهبر مدنی در شیکاگو بود. برادر او، آلن پیج فیسک، یک انسان‌شناس در یوسی‌ال‌ای است. مادر بزرگ و مادرِ مادر بزرگ فیسک سافرجت بودند. در ۱۹۷۳، سوزان فیسک برای دریافت مدرک کارشناسی در رشته روابط اجتماعی در دانشگاه هاروارد در دانشگاه کالج رادکلیف ثبت نام کرد. او دکترای خود را از دانشگاه هاروارد در سال ۱۹۷۸ دریافت کرد و عنوان پایان‌نامه اش «توجه و توزین رفتار در ادراک شخص» بود. او در حال حاضر به همراه همسرش داگلاس مسی، جامعه‌شناس پرینستون، در پرینستون، نیوجرسی اقامت دارد.

## حرفه
سوزان فیسک در ترم آخر سال اخرش، با شلی تیلور، استادیار دانشگاه هاروارد، کار کرد و درمورد شناخت اجتماعی، به ویژه تأثیری که توجه در موقعیت‌های اجتماعی دارد، تحصیل کرد. بعد از فارغ‌التحصیلی سوزان فیسک تحقیقاتش را در زمینهٔ شناخت اجتماعی ادامه داد. بین رشته‌های روان‌شناسی اجتماعی و روان‌شناسی شناختی تعارضی وجود دارد و برخی از محققان می‌خواهند این دو رشته را جدا نگه دارند. سوزان فیسک احساس کرد که با ترکیب رشته‌ها می‌توان به دانش قابل توجهی دست یافت. تجربهٔ سوزان فیسک با این تعارض و علاقه اش در زمینهٔ شناخت اجتماعی منجر به نوشتن کتاب شناخت اجتماعی از فیسک و تیلور شد. این کتاب مروری است بر نظریه‌ها و مفاهیم در حال توسعه در زمینه شناخت اجتماعی، همچنین استفاده از فرایندهای شناختی برای درک موقعیت‌های اجتماعی، خود و دیگران شرح داده شده‌است. سوزان فیسک و استیون نوبرگ در ادامه به توسعه اولین مدل شناخت دوگانه از فرایند دوگانه، «مدل پیوستار» پرداختند.
کار کردن همراه پیتر گلیک، فیسک وابستگی روابط متقابل زن و مرد را تجزیه و تحلیل کرد، که منجر به توسعه نظریه جنسیت زدگی دو سویه می‌شود. او همچنین تفاوت‌های جنسیتی را در میزان انتشار و استناد روانشناسان اجتماعی در مجله تأثیرگذار روان‌شناسی یعنی مجله شخصیت و روان‌شناسی اجتماعی بررسی کرد. نویسندگان مرد در این مقاله، مقالات بیشتری ارسال کرده‌اند و از میزان قبولی بالاتری برخوردار بوده‌اند (۱۸٪ در مقابل ۱۴٪). تأثیر زنان همانند مردان بود که از طریق تعداد استنادها در کتابهای درسی و کتابهای دستی اندازه‌گیری می‌شد، بنابراین در هر مقاله منتشر شده زنان بیشتر مورد استناد یا احضار به بازپرسی قرار می‌گرفتند.
فیسک با پیتر گلیک و ایمی کادی همکاری کرد تا مدل محتوای کلیشه ای را توسعه دهند. این مدل توضیح می‌دهد که گرما و صلاحیت، کلیشه‌های گروهی را از یکدیگر متمایز می‌کند.
سوزان فیسک در رشتهٔ علوم اعصاب شناختی اجتماعی نقش داشته‌است. این رشته نحوه دخالت سیستم‌های عصبی در فرآیندهای اجتماعی، مانند ادراک شخص را بررسی می‌کند. کارهای خودِ فیسک سیستم‌های عصبی درگیر در تفکر قالبی، خصومت بین گروهی و شکل‌گیری برداشت را بررسی کرده‌است.
وی بیش از ۳۰۰ نشریه تألیف کرده‌است و چندین کتاب از جمله کار خود در سال ۲۰۱۰ موجودات اجتماعی: رویکرد انگیزه‌های اصلی در روان‌شناسی اجتماعی، و شناخت اجتماعی، متنی در سطح تحصیلات تکمیلی که زیرشاخه شناخت اجتماعی را که اکنون محبوب است، تعریف می‌کند. او ویرایش مقاله سالانه روان‌شناسی (به همراه دانیل شکتر و شلی تیلور) و کتاب راهنمای روان‌شناسی اجتماعی (به همراه دنیل گیلبرت و گاردنر لیندزی) انجام داده‌است. کتابهای دیگر عبارتند از: حسادت کردن، تحقیر کردن:چگونه وضعیت، ما را از هم جدا می‌کند که توضیح می‌دهد که چگونه مردم دائماً خود را با دیگران مقایسه می‌کنند و این امر تأثیرات سمی بر روابط آنها در خانه، محل کار، مدرسه و جهان دارد و مارک انسانی:نحوه ارتباط ما با مردم، محصولات و شرکت‌ها.

## تحقیقات
چهار مشارکت مشهور او در زمینه روان‌شناسی عبارتند از: مدل محتوای تفکر قالبی، نظریه جنسیت زدگی دوسویه، مدل پیوسته شکل‌گیری تأثیر و نظریه قدرت به عنوان کنترل. او همچنین برای اصطلاح cognitive miser شناخته شده‌است، که توسط مشاور فارغ‌التحصیل خود شلی تیلور ابداع شده‌است و اشاره به تمایل افراد به استفاده از میانبرهای شناختی و رهیافت آنی دارد.

### مدل محتوای تفکر قالبی/stereotype content model
مدل محتوای تفکر قالبی (SCM) یک نظریه روانشناختی است که استدلال می‌کند افراد تمایل دارند گروه‌های اجتماعی را در دو بعد اساسی درک کنند: گرما و شایستگی. گرما هدف درک شدهٔ گروه را توصیف می‌کند (دوستانه و قابل اعتماد یا نه)، شایستگی توانایی درک شده آنها را برای عمل به هدفشان توصیف می‌کند. مدل محتوای تفکر قالبی در ابتدا برای درک طبقه‌بندی اجتماعی گروه‌ها در جمعیت ایالات متحده ایجاد شد. با این حال، مدل محتوای تفکر قالبی از آن زمان برای تجزیه و تحلیل طبقات و ساختارهای اجتماعی در سراسر کشورها و تاریخ استفاده شده‌است.
بیشتر نمونه‌ها طبقه متوسط خود را گرم و شایسته می‌دانند، اما این نمونه‌ها پناهندگان، افراد بی خانمان و مهاجران بدون سند را گرم و شایسته نمی‌دانند. نوآوریِ مدل محتوای تفکر قالبی شناسایی تفکرهای قالبیِ ترکیبی است -از نظر صلاحیت بالا اما از نظر گرما کم است (مثل افراد ثروتمند) یا از نظر گرما زیاد اما از نظر شایستگی کم است (مانند افراد مسن). کشورهایی که نابرابری درآمد بالاتری دارند تمایل دارند از این تفکرهای قالبی ترکیبی بیشتر استفاده کنند.
مشارکت ادراک شده گروه‌ها گرمای درک شده آنها را پیش‌بینی می‌کند و این بعد نشان دهنده اهمیت قصد است. گرما کمک و آسیب را پیش‌بینی می‌کند. وضعیت درک شده یک گروه، شایستگی کلیشه ای آن را پیش‌بینی می‌کند، بنابراین این نشان دهنده اعتقاد به شایسته سالاری است که مردم به آنچه شایسته اش هستند، می‌رسند.

### نظریه جنسیت زدگی دوسویه/Ambivalent sexism theory
سوزان فیسک و پیتر گلیک به منظور درک پیش‌داوری علیه زنان، فهرست جنسیت زدگی دوسویه (ASI) را توسعه دادند. این فهرست دو زیرمجموعه از کلیشه‌های جنسیتی را مطرح می‌کند: تبعیض جنسیتی خصمانه (خصومت با زنان غیرسنتی) و جنسیت دلسوزانه (ایده‌آل سازی و حمایت از زنان سنتی). این نظریه مطرح می‌کند که صمیمیت متقابل بین مردان و زنان، همراه با مزیت موقعیت متوسط مردان، نیاز به مشوق‌هایی برای همکاری زنان (جنسیت زدگی دلسوزانه) و مجازات زنانی که مقاومت می‌کنند، دارد (جنسیت زدگی خصمانه). هم مردان و هم زنان می‌توانند جنسیت زدگی خصمانه و جنسیت زدگی دلسوزانه را تأیید کنند، هرچند مردان به‌طور متوسط نمره بالاتری از زنان دارند به ویژه در مورد جنسیت زدگی خصمانه. فهرست جنسیت زدگی دوسویه در سراسر کشورها مفید به نظر می‌رسد. نویسندگان همچنین مقیاس موازی دوگانگی نسبت به مردان را ایجاد کرده‌اند.

### نظریه قدرت به عنوان کنترل
نظریه قدرت به عنوان کنترل توضیح می‌دهد که چگونه قدرت اجتماعی افراد را به توجه یا نادیده گرفتن دیگران ترغیب می‌کند. در این چارچوب، قدرت به عنوان کنترل منابع ارزشمند و کنترل بر نتایج دیگران تعریف می‌شود. افراد کم توان به کسانی که منابع را کنترل می‌کنند توجه می‌کنند، در حالی که افراد قدرتمند نیازی به افراد کم توان ندارند (از آنجا که افراد قدرتمند، طبق تعریف، می‌توانند آنچه را که می‌خواهند بدست آورند).

### مدل پیوسته شکل‌گیری تأثیر
این مدل فرآیندی را توصیف می‌کند که طی آن ما از دیگران تأثیر می‌پذیریم. شکل‌گیری تأثیر به دو عامل بستگی دارد: اطلاعات موجود و انگیزه‌های درک شده. با توجه به مدل، این دو عامل به توضیح تمایل افراد برای به کار بردن فرایندهای کلیشه ای در برابر فرایندهای فردی در شکل‌گیری تاثیرهای اجتماعی کمک می‌کند.